# Парламентські вибори у Ліхтенштейні 1997
Парламентські вибори у Ліхтенштейні 1997 року проходили 2 лютого. Більшість отримав Патріотичний союз, забезпечивши собі у ландтазі 13 місць з 25. Явка виборців склала 86,94%.
| Партія                            | Партія                            | Голосів | %     | Місць | +/- |
| --------------------------------- | --------------------------------- | ------- | ----- | ----- | --- |
|                                   | Патріотичний союз                 | 82 786  | 49,2  | 13    | 0   |
|                                   | Прогресивна громадянська партія   | 65 914  | 39,2  | 10    | -1  |
|                                   | Вільний список                    | 19 455  | 11,6  | 2     | +1  |
| Недійсних/порожніх бюлетенів      | Недійсних/порожніх бюлетенів      | 219     | —     | —     | —   |
| Усього                            | Усього                            | 12 836* | 100   | 25    | —   |
| Зареєстрованих виборців/Участь, % | Зареєстрованих виборців/Участь, % | 14 765* | 86,94 | —     | —   |

* Кожен виборець має стільки голосів, скільки місць у парламенті, тому загальна 
кількість голосів, відданих за різні партії, більше, ніж кількість виборців.